# Dostojevskaja (stanice metra v Moskvě)
Dostojevskaja  (rusky Достоевская) je stanice moskevského metra na Ljublinsko-Dmitrovské lince. Byla zprovozněna v rámci úseku Trubnaja - Mar'ina Rošča. Tato stanice se začala stavět již v 90. letech 20. století, avšak práce na ní byly zastaveny na dlouhou dobu - pokračovalo se až v roce 2007. Původní předpokládaný termín otevření v roce 2009 byl v dubnu toho roku posunut z důvodu nedostatku finančních prostředků na květen roku 2010. Stanice byla nakonec zprovozněna až 19. června 2010. Stanice je pojmenována podle nedaleké ulice.

## Charakter stanice
Stanice Dostojevskaja se nachází ve čtvrti Tverskoj rajon (Тверской район) mezi Dostojevskou a Selezňovskou ulicí (Селезнёвская улица) poblíž jejich vyústění na Suvorovské náměstí (Суворовская площадь). V současnosti stanice disponuje pouze jedním vestibulem, východ z něhož ústí na povrch u Centrálního akademického divadla ruské armády. Projektovaný druhý vestibul bude v případě nutnosti vystavěn na Suvorovském náměstí.
Nástupiště je s vestibulem propojeno prostřednictvím eskalátorů, na opačné straně nástupiště se nachází skleněná stěna. Osvětlení prostoru je zajišťováno z výklenků oválně vejčitého tvaru v hlavním i bočních sálech stanice. K obložení sloupů, stěny i vestibuly stanice jsou použity různé druhy mramoru a žuly - Ufalej, Gabro a Carrara. Ze stejných materiálů technikou florentské mozaiky Ivan Nikolajev vytvořil obrazy na sloupech ve stanici. Na těchto obrazech mohou cestující vidět výjevy ze čtyř děl Fjodora Michajloviče Dostojevského - Zločin a trest, Idiot, Běsi a Bratři Karamazovi.
Původně byla tato stanice plánována jako přestupní na nově vybudovanou stanici Suvorovskaja na lince Kolcevaja. V současnosti se však o možném vybudování stanice Suvorovskaja neuvažuje.